# Dash (криптовалюта)
Dash (ранее известная как XCoin и Darkcoin) — открытая децентрализованная платёжная система в форме криптовалюты на базе блокчейна c опциональным механизмом повышения конфиденциальности транзакций.
Как и у большинства криптовалют, у Dash нет централизованного управления — эмиссия происходит при майнинге. В течение одного цикла (около 30 дней) майнеры добывают блоки с уменьшенным вознаграждением — 80 % от целевого размера, а затем раз в месяц добывается суперблок, в котором генерируется количество Dash, необходимое для финансирования одобренных в рамках Dash DAO проектов и предложений. В Dash «мастерноды» и «эвоноды» получают 60 % от целевого размера награды, а майнеры — 20 %. Размер суперблока ограничен 20 % от целевого размера добытых за цикл блоков.
По состоянию на конец 2017 года Dash по капитализации входил в десятку популярных криптовалют. К концу 2019 года проект входит в список из тридцати популярных криптовалют по показателю капитализации.

## Обзор
Основные различия между Dash и Биткойн заключаются в следующем:
- При использовании механизма InstantSend, который по умолчанию применяется ко всем транзакциям, обеспечивается подтверждение всех транзакций менее чем за 2 секунды.[9]
- Dash защищен от двойного расходования за счёт технологии ChainLocks, которая делает консенсус однозначным и непересматриваемым, что позволяет считать транзакции полностью подтвержденными уже после одного блока (создание одного блока занимает ~ 2.5 минут), даже если по каким-то причинам InstantSend неактивен, транзакция в Dash все равно может быть окончательно подтверждена крайне быстро[10][11].
- Пользователь может использовать повышенный уровень конфиденциальности транзакций благодаря встроенной опциональной функции CoinJoin[12].
- Dash использует не один, а комбинацию из нескольких криптографических алгоритмов[13]
- Майнинг Dash требует меньших энергозатрат[14]
- Решения о дальнейшем развитии системы принимают не отдельные программисты, а все члены сети Dash через механизм децентрализованного управления (Decentralized Governance)[15][16][17]
- Помимо механизма майнинга, Dash использует мастерноды[18], что обеспечивает как более быстрое подтверждение транзакций, так и повышает уровень конфиденциальности транзакций.

### Децентрализованное управление
Решения об изменениях в Dash принимаются общим голосованием среди владельцев мастернод и эвонод в рамках Dash DAO. Любой желающий может вынести на публичное обсуждение тот или иной проект, связанный с Dash (вынесение проекта на голосование стоит 1 Dash).
Именно таким образом было принято решение об увеличении размера блоков с 1 MB до 2 MB. Процесс принятия решения занял менее суток.
Кроме принятие ключевых и важных решений о дальнейшем развитии блокчейна Dash, на голосования могут быть вынесены проекты которые хотят получить финансирование. На начало 2024 года, бюджет казны Dash DAO, который может быть выделен в рамках 1 цикла (~30 дней) равен 8528 Dash.

### Общее количество монет
Эмиссия Dash алгоритмически ограничена — вознаграждение за блок уменьшается на ~7,14 % в год, таким образом максимальное количество Dash в обращении меньше максимального числа биткойнов. Подсчёт представляет собой сумму убывающей геометрической прогрессии. Окончательная общая эмиссия составляет от 17,74 до 18,92 млн монет. Разброс возникает из-за неопределенности в том, сколько из 20 % вознаграждения за блок, зарезервированного для бюджетных предложений, будет создано и выделено на самом деле — это зависит от будущих голосований в рамках Dash DAO.
После 2209 года будет создано только 14 новых Dash, а в 2477 году генерация полностью прекратится.

### X11
Вместо применения алгоритма SHA-256 или scrypt, в Dash с целью доказательства выполнения работы последовательно применяются 11 различных функций хеширования.
X11 — система алгоритмов хеширования использующая цепочку из 11 алгоритмов типа Криптографическая хеш-функция для доказательства выполнения работы. Алгоритм X11 предложен главным разработчиком системы Dash Эваном Даффилдом (Evan Duffield) с целью затруднить использование специализированного оборудования для майнинга.
Для последовательного хеширования, центральные процессоры последнего поколения в среднем дают такую же производительность как GPU. При работе такого алгоритма на GPUs требуется примерно на 30 % меньше электрической мощности, по сравнению с алгоритмом `scrypt` и от 30 % до 50 % меньше ресурсов на теплоотведение. Это позволяет значительно снизить расходы майнеров и продлить ресурсы компьютерного оборудования.

### Dark Gravity Wave (DGW)
Dark Gravity Wave (DGW) — алгоритм подстройки сложности майнинга, созданный с целью обойти недостатки в алгоритме Kimoto’s Gravity Well. В данном случае используется многократная и простая скользящая средняя для плавной подстройки сложности, которая пересчитывается для каждого блока. Вознаграждение за блок не меняется строго с номером блока, а вместо этого использует формулу, основанную на законе Мура: 2222222/((Difficulty+2600)/9)2.

### Кошелёк Dash
Кошелёк Dash (Dash Core wallet) основан на популярном кошельке для биткойна — Bitcoin Core QT wallet с дополнительной функциональностью. Он позволяет делать анонимные транзакции с использованием вышеописанных функций CoinJoin и InstantSend.

### Защита от «атаки 51%»
В обновлении 0.14.0 была введена защита от двойного расходования («атака 51 %») посредством внедрения технологии LLMQs (Long Living Masternode Quorums) и Chainlocks.

### InstantSend
«InstantSend» — это сервис для мгновенных транзакций. В этой системе входы блокируются только для конкретной транзакции, проверяемой с помощью механизма консенсуса в сети мастернод. Конфликтующие транзакции блокируются и отклоняются. Если консенсус не может быть достигнут, подтверждение транзакции происходит с помощью стандартного механизма подтверждения блока. InstantSend позволяет решить проблему двойного расходования без долгого ожидания подтверждения, как в случае с другими криптовалютами, такими как Bitcoin.

### CoinJoin

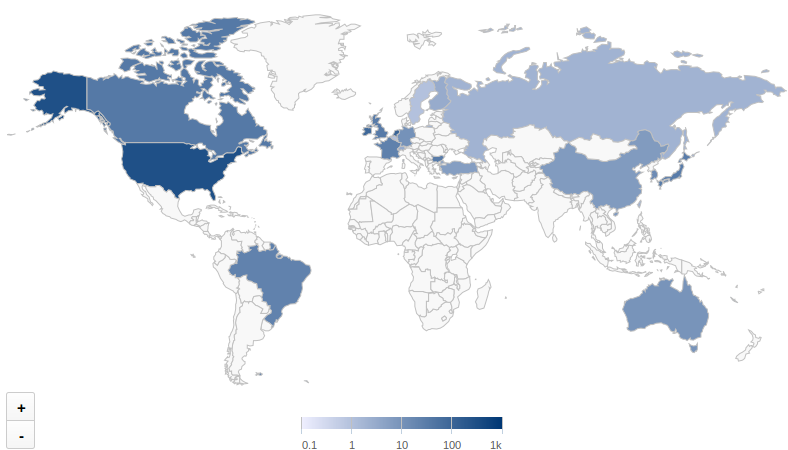
Распределение мастернод по странам (на сентябрь 2014)

Dash CoinJoin (ранее известный как PrivateSend) — это опциональная функция перемешивания платежей, основанная на методе CoinJoin. В последующем метод предварительного перемешивания был усовершенствован и встроен в клиентскую программу.
Текущая реализация системы позволяет увеличить анонимность транзакций путём объединения нескольких входов от разных пользователей в одной транзакции с несколькими выходами. Это скрывает потоки движения средств и ограничивает возможности прямого отслеживания транзакций, но не гарантирует их полной анонимности. Для отслеживания таких транзакций был предложен механизм иерархического списка (основанного на входах и выходах), однако, практических доказательств возможности такого анализа представлено не было.
|                          | Сравнение приватности                 | Dash        | Bitcoin     | Zcash                     | Monero                    |
| ------------------------ | ------------------------------------- | ----------- | ----------- | ------------------------- | ------------------------- |
| Больше прозрачности      | Полностью прозрачный блокчейн         | +           | +           |                           |                           |
| Больше прозрачности      | Прозрачные входящие адреса            | +           | +           | Опционально               |                           |
| Больше прозрачности      | Прозрачные входящие суммы             | +           | +           | Опционально               |                           |
| Больше прозрачности      | Прозрачные выходящие адреса           | +           | +           | Опционально               |                           |
| Больше прозрачности      | Прозрачные выходящие суммы            | +           | +           | Опционально               |                           |
| Больше приватности       | CoinJoin в компьютерных кошельках     | Опционально | Опционально | Отсутствует необходимость | Отсутствует необходимость |
| Больше приватности       | CoinJoin в мобильных кошельках        | Опционально | Опционально | Отсутствует необходимость | Отсутствует необходимость |
| Больше приватности       | Chaumian CoinJoin                     |             | Опционально | Отсутствует необходимость | Отсутствует необходимость |
| Больше приватности       | Off-chain транзакции                  |             | Опционально | Отсутствует необходимость | Отсутствует необходимость |
| Больше приватности       | Сторонние миксинг сервисы             |             | Опционально | Отсутствует необходимость | Отсутствует необходимость |
| Больше приватности       | Защищенные адреса                     |             |             | Опционально               | +                         |
| Больше приватности       | Защищенные количества                 |             |             | Опционально               | +                         |
| Соответствие требованиям | Сторонние аналитические AML сервисы   | +           | +           | +                         |                           |
| Соответствие требованиям | Соответствие требованию «Travel Rule» | +           | +           | +                         |                           |

Dash имеет опциональную приватность и некорректно считать её анонимной монетой, уровень её общей достижимой приватности сопоставим с Биткоином, что было отмечено 1 января 2021 года на официальном твиттер-канале Dash.
Смешивание CoinJoin включает ряд этапов:
1. Предварительная деноминация — входные транзакции дробятся на одинаковые номиналы: 0.001, 0.01, 0.1, 1 и 10 Dash, что препятствует отслеживанию по определённым суммам[30].
2. Кошелек отправляет запрос в сеть мастернод о смешивании монет, как только сеть получает ещё 2 запроса от других людей на смешивание аналогичного количества, начинается раунд смешивания.
  - Пользователь может выбрать от 2 до 16 раундов смешивание, больше раундов — больше конфиденциальности
  - Каждая часть монет, проходит свои собственные раунды
  - Монеты не покидают кошелек пользователя, то есть смешивание в Dash — некастодиально
  - Перемешиваются только совпадающие по номиналу части
  - Для каждого раунда смешивания номинала, выбирается новая перемешивающая мастернода
  - Время смешивание зависит от размера смешиваемой суммы и количества раундов
3. После успешного перемешивания, монеты продолжают храниться на новых анонимных адресах в кошельке, и могут быть отправлены через вкладку «CoinJoin». Чтобы иметь возможность срочной отправки без ожидания смешивания, можно процедуру смешивания выполнить заранее, но это приемлемо только для случаев, когда заранее известен размер платежа или его можно сформировать из стандартных номиналов.

### Мастерноды
Мастерноды (Masternodes) — специальные узлы (серверы) сети, обеспечивающие работу механизмов «CoinJoin» и «InstantSend». Мастерноды управляются сообществом волонтёров без единого централизованного управляющего органа. Каждый раз, когда пользователь намеревается использовать «CoinJoin», он указывает количество раундов перемешивания (обычно от двух до восьми, но можно и более), что значительно увеличивает степень анонимности. Далее случайно выбранные мастерноды осуществляют перемешивание монет. Комбинация из нескольких случайных независимых мастернод, увеличивает уверенность, что никто не имеет полной информации о всех входах и выходах в процессе транзакции.
Чтобы избежать сценария, при котором множество мастернод в сети управляется злоумышленником, который хочет раскрыть анонимные транзакции, применяется сдерживающий фактор: для каждой мастерноды подключаемой к сети требуется залог в 1000 Dash. С целью стимулирования волонтёров к созданию мастернодов и управлению ими, за их работу полагается вознаграждение, составляющее 60 % от эмиссии или 75 % от награды майнера за созданный блок.

#### Эволюционные мастерноды (Эвоноды)
Эвоноды (evonodes) — это подмножество мастернод, которые в отличие от других нод, будут поддерживать не только работу основного (платежного) блокчейна Dash, но и работу платформы. Они во многом похожи на обычные мастерноды со следующими отличиями:
|                | Мастернода                             | Эвонода                       |
| -------------- | -------------------------------------- | ----------------------------- |
| Обеспечение    | 1000 Dash                              | 4000 Dash                     |
| Характеристики | Меньше чем у эвоноды                   | Выше чем у обычной мастерноды |
| Обслуживание   | Только основного блокчейна (Dash Core) | Dash Core и Dash Platform     |
| Сила голосов   | Одна мастернода, один голос            | Одна эвонода, четыре голоса   |

## История
Dash был изначально создан как XCoin (XCO) 18 января 2014 года.
28 февраля 2014 года название было изменено на «Darkcoin».
25 марта 2015 года Darkcoin был представлен как «Dash».

Я открыл для себя Bitcoin в середине 2010 и с тех пор он завладел моим разумом. Через пару лет, в 2012 я начал реально задумываться, как добавить анонимность в Bitcoin. Я нашел около 10 способов сделать это, но после релиза, мой код не захотели включать в Bitcoin. Разработчики хотели, чтобы базовый протокол в основном оставался неизменным, и также это касается всего остального, что основано на нём. Это стало рождением концепции Darkcoin. Я претворил в жизнь алгоритм X11 за выходные и обнаружил, что он работает на удивление хорошо и решает проблему справедливого распределения награды, что он может стать хорошей основой для запуска криптовалюты. Я на самом деле заложил в X11 аналогичную кривую роста, при которой майнеры должны сражаться, чтобы создать себе даже небольшое преимущество, так же, как это было на ранних этапах развития Bitcoin. Я думаю, что это является необходимым для создания живой экосистемы.
— Evan Duffield, Март 2014

Население Венесуэлы на фоне деноминации собственной национальной валюты боливар активно использовало Dash, чьи разработчики адаптировали криптовалюту для использования в условиях Венесуэлы (бюджетные версии смартфонов, соглашения с мобильными операторами). При этом власти страны в августе 2018 года запустили собственную криптовалюту Петро.

### Запуск
В первый час запуска было добыто около 500 000 Dash. Следующие 1 000 000 Dash были добыты за 7 часов и, наконец, ещё 400 000 за следующие 36 часов. Вышеобозначенные 1,9 миллионов Dash были добыты за 48 часов, или около 17 % всего текущего объёма (10,82 млн на середину 2022 года), что породило дискуссию о первоначальном распределении. В июне 2014 отраслевой новостной сайт Cryptocoinnews написал «Одна из самых больших ям на пути Darkcoin связана с большим инстмайном». По мнению разработчика, причиной этого стала ошибка в коде, «которая неверно преобразовывала сложность, неправильное значение которой затем использовалось для расчёта вознаграждения, что привело к инстмайну».

## Экономика
По данным CoinMarketCap на март 2016 года, суточный объём торговли Dash составлял около 1 % от общего объёма торговли криптовалютами, а его рыночная капитализация составляла порядка 40 миллионов долларов. Это пятое место среди всех криптовалют.
В сентябре 2017 года рыночная капитализация Dash составляла 2,5 миллиарда долларов.
На август 2023 года по данным сайта Coinmarketcap рыночная капитализация Dash составляла 300—350 миллионов долларов, средний объём торгов около 40 миллионов долларов. Добыто к тому моменту было 60 % всех монет (11.4 млн из 18.9 млн).

## Альтернативы
Zerocoin, Monero, Beam, Grin и ряд других криптовалют также имеют встроенные механизмы повышения конфиденциальности транзакций.
Разрабатываемые кошельки Dark Wallet и Samourai для биткойна имеют сходный функционал.